# Čechynce
Čechynce (maďarsky Csehi) jsou obec na Slovensku v okrese Nitra.
Obec má převážně zemědělský charakter. Katastr obce leží na okraji Žitavské sprašových pahorkatiny, na levostranné nivě a terase řeky Nitry v nadmořské výšce 131 až 210 m n. m.. Má černozemní nivní půdy. Katastr byl kdysi často zaplavován vodami řeky Nitra.

## Historie
V roce 1558 byly v katastru obce založeny vinice a vinohradnictví se stalo jedním z charakteristických rysů vesnice. Obyvatelstvo se zabývalo pěstováním lnu, včelařením a pastevectvím. Kromě vinic tu byly i rozsáhlé ovocné sady na Laze a obec měla i dva vodní a dva lodní mlýny. Daně zdejší platili i za seno, dřevo, prasata a za celoroční provoz zdejšího mlýna. Od roku 1893 ostřihomské arcibiskupství vlastnila z katastru rozsáhlého 1 025 katastrálních jiter 293 jiter. Zbytek plochy katastru si rozdělilo 21 zdejších majetnějších sedláků a malé flíčky půdy vlastnili i čechynští chalupníci.
Po první světové válce a rozpadu Rakousko-Uherska občané nadále intenzivně a progresivně[zdroj⁠?!] obdělávali celé katastrální území a plnili všechny závazky vůči státu až do roku 1959, kdy došlo k socializaci obce.
Od roku 1960 katastrální území Čechynce kromě vinic, jejichž celková výměra činí cca 80 hektarů, obdělávalo JZD. V letech 1960 až 1990 byly Čechynce sloučeny s obcí do obce Nitrany. Po sametové revoluci v roce 1989 si mnoho obyvatel vzalo zemědělskou půdu zpět pro vlastní potřebu či pro podnikatelské účely.

### Dřívější názvy
1773 –  Csehy, Chehintz, Cžehincze, 
1786 –  Cschehi,
1808 – Csehi, Cžeha, 
1863–1907 –  Csehi, 
1913 – Nyitracsehi, 
1920 –  Čahynce, Čehince, 
1927–1948 – Čechynce, Csehi,
1948–1960, 1990 – Čechynce